# Liste des plus grands astéroïdes de la ceinture principale

Tailles des 10 premiers astéroïdes, comparés à la Lune. De (1) Cérès à gauche, à (10) Hygie.

La ceinture principale d'astéroïdes du Système solaire présente à ce jour une seule planète naine reconnue, (1) Cérès. D'autres astéroïdes tels (2) Pallas, ou encore (4) Vesta qui fut étudié à partir de 2011 par la sonde spatiale Dawn sont parfois listés parmi les planètes naines potentielles. 
La liste ci-dessous présente les astéroïdes de la ceinture principale de plus de 200 km de diamètre. (624) Hector, le plus gros des troyens joviens y figure également pour mention.
| Nom              | Diamètre (km) (moyenne géométrique) | Dimensions (km)                   | Distance moyenne au Soleil (en UA) | Date de découverte | Découvreur       | Classe |
| ---------------- | ----------------------------------- | --------------------------------- | ---------------------------------- | ------------------ | ---------------- | ------ |
| (1) Cérès        | 946 ± 2                             | 965×962×891                       | 2.766                              | 1er janvier 1801   | Piazzi, G.       | G      |
| (4) Vesta        | 525,4 ± 0,2                         | (572.6 × 557.2 × 446.4) ± 0.2     | 2.362                              | 29 mars 1807       | Olbers, H. W.    | V      |
| (2) Pallas       | 512 ± 3                             | (550 ± 4) × (516 ± 3) × (476 ± 3) | 2.773                              | 28 mars 1802       | Olbers, H. W.    | B      |
| (10) Hygie       | 431 ± 7                             | 530×407×370                       | 3.139                              | 12 avril 1849      | De Gasparis, A.  | C      |
| (704) Interamnia | 326                                 | 350×304                           | 3.062                              | 2 octobre 1910     | Cerulli, V.      | F      |
| (52) Europe      | 315                                 | 380×330×250                       | 3.095                              | 4 février 1858     | Goldschmidt, H.  | C      |
| (511) Davida     | 289                                 | 357×294×231                       | 3.168                              | 30 mai 1903        | Dugan, R. S.     | C      |
| (87) Sylvia      | 286                                 | 385×265×230                       | 3.485                              | 16 mai 1866        | Pogson, N. R.    | X      |
| (65) Cybèle      | 273                                 | 302×290×232                       | 3.439                              | 8 mars 1861        | Tempel, E. W.    | C      |
| (15) Eunomie     | 268                                 | 357×255×212                       | 2.643                              | 29 juillet 1851    | De Gasparis, A.  | S      |
| (3) Junon        | 258                                 | 320×267×200                       | 2.672                              | 1er septembre 1804 | Harding, K. L.   | S      |
| (31) Euphrosyne  | 256                                 |                                   | 3.149                              | 1er septembre 1854 | Ferguson, J.     | C      |
| (624) Hector     | 241                                 | 370×195(×195)                     | 5.235                              | 10 février 1907    | Kopff, A.        | D      |
| (88) Thisbé      | 232                                 | 221×201×168                       | 2.769                              | 15 juin 1866       | Peters, C. H. F. | B      |
| (324) Bamberga   | 229                                 |                                   | 2.684                              | 25 février 1892    | Palisa, J.       | C      |
| (451) Patientia  | 225                                 |                                   | 3.059                              | 4 décembre 1899    | Charlois, A.     | C      |
| (532) Herculina  | 222                                 |                                   | 2.772                              | 20 avril 1904      | Wolf, M.         | S      |
| (48) Doris       | 222                                 | 278×142                           | 3.108                              | 19 septembre 1857  | Goldschmidt, H.  | C      |
| (375) Ursula     | 216                                 |                                   | 3.126                              | 18 septembre 1893  | Charlois, A.     | C      |
| (107) Camille    | 215                                 | 285×205×170                       | 3.476                              | 17 novembre 1868   | Pogson, N. R.    | C      |
| (45) Eugénie     | 213                                 | 305×220×145                       | 2.720                              | 27 juin 1857       | Goldschmidt, H.  | F      |
| (7) Iris         | 213                                 | 240×200×200                       | 2.386                              | 13 août 1847       | Hind, J. R.      | S      |
| (29) Amphitrite  | 212                                 | 233×212×193                       | 2.554                              | 1er mars 1854      | Marth, A.        | S      |
| (423) Diotime    | 209                                 | 171×138                           | 3.065                              | 7 décembre 1896    | Charlois, A.     | C      |
| (19) Fortune     | 208                                 | 225×205×195                       | 2.442                              | 22 août 1852       | Hind, J. R.      | G      |
| (13) Égérie      | 206                                 | 217×196                           | 2.576                              | 2 novembre 1850    | De Gasparis, A.  | G      |
| (24) Thémis      | 198                                 |                                   | 3.136                              | 5 avril 1853       | De Gasparis, A.  | C      |
| (94) Aurore      | 197                                 | 225×173                           | 3.160                              | 6 septembre 1867   | Watson, J. C.    | C      |
| (702) Alauda     | 195                                 |                                   | 3.195                              | 16 juillet 1910    | Helffrich, J.    | B      |
| (121) Hermione   | 190                                 | 268×186×183                       | 3.457                              | 12 mai 1872        | Watson, J. C.    | C      |
| (259) Aléthée    | 190                                 |                                   | 3.135                              | 28 juin 1886       | Peters, C. H. F. | CP/X   |
| (372) Palma      | 189                                 |                                   | 3.149                              | 19 août 1893       | Charlois, A.     | B      |
| (128) Némésis    | 188                                 |                                   | 2.751                              | 25 novembre 1872   | Watson, J. C.    | C      |
| (6) Hébé         | 186                                 | 205x185x170                       | 2.426                              | 1er juillet 1847   | Hencke, K. L.    | S      |
| (16) Psyché      | 186                                 | 240×185×145                       | 2.924                              | 17 mars 1852       | De Gasparis, A.  | M      |
| (120) Lachésis   | 174                                 |                                   | 3.301                              | 10 avril 1872      | Borrelly, A.     | C      |
| (41) Daphné      | 174                                 | 213x160                           | 2.765                              | 22 mai 1856        | Goldschmidt, H.  | C      |
| (9) Métis        | 174                                 | 222x182x130                       | 2.385                              | 25 avril 1848      | Graham, A.       | S      |